# Presidentschap van Joe Biden

Zegel van de president van de Verenigde Staten.

Het presidentschap van Joe Biden begon op 20 januari 2021 om 12.00 uur EST, toen Joe Biden werd geïnaugureerd als 46e president van de Verenigde Staten en Kamala Harris werd geïnaugureerd als 49e vicepresident van de Verenigde Staten. Biden, een Democraat uit de staat Delaware, werd president nadat hij zittend president Donald Trump had verslagen in de presidentsverkiezingen van 2020. Bidens overwinning werd geformaliseerd door het Kiescollege op 14 december 2020 en later bekrachtigd door een gezamenlijke vergadering van het Amerikaans Congres op 6-7 januari 2021. Tijdens het tellen van de stemmen van het Kiescollege werd op 6 januari 2021 het Capitool bestormd door Trumpaanhangers, waardoor de bekrachtiging van het resultaat vertraging opliep en uiteindelijk zou plaatsvinden op 7 januari om 3.44 uur.

## Amerikaanse presidentsverkiezingen 2020
In april 2019 kondigde voormalig vicepresident Joe Biden aan dat hij zich kandidaat zou stellen voor de Amerikaanse presidentsverkiezingen van 2020, nadat hij eerder reeds zonder succes kandidaat was geweest in 1988 en 2008. Op 7 november 2020, vier dagen na de stembusgang, werd duidelijk dat Biden zittend president Trump had verslagen, waardoor hij de president-elect van de Verenigde Staten werd. Kort daarop stelde de Trumpcampagne verscheidene processen in om de verkiezingsuitslagen aan te vechten in verschillende strijdstaten, zoals Pennsylvania, Arizona, Georgia, Wisconsin, Nevada en Michigan, op grond van onbewezen beweringen van verkiezingsfraude.

## Machtsoverdracht en inauguratie

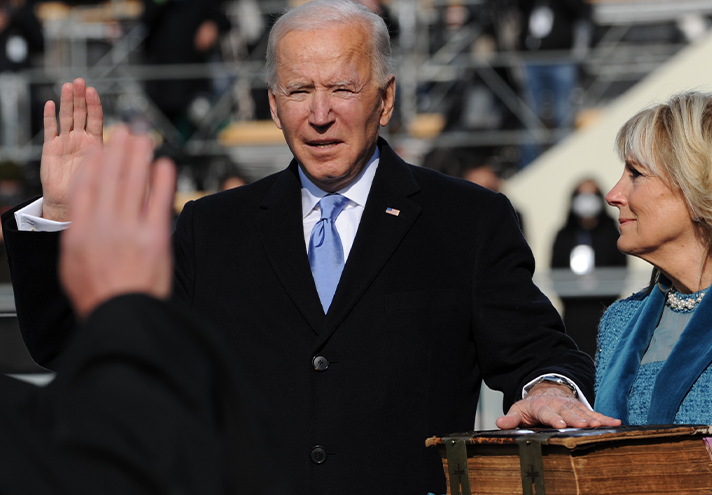
Eedaflegging van Joe Biden, 20 januari 2021.

Hoewel Biden algemeen werd erkend als de winnaar van de verkiezingen, weigerde Emily W. Murphy, hoofd van de General Services Administration, aanvankelijk om de machtsoverdracht te beginnen, waardoor zijn team geen geld en kantoorruimte kreeg. Op 23 november, nadat Michigan zijn uitslag had gecertificeerd, stuurde Murphy een brief die Bidens overwinning bevestigde, waardoor Bidens transitieteam toegang kreeg tot federale fondsen en middelen voor een ordelijke machtsoverdracht.
Twee dagen nadat Biden de winnaar bleek te zijn, kondigde Biden de vorming van een taakgroep aan, die hem moest adviseren over de coronapandemie tijdens de machtsoverdracht, onder voorzitterschap van voormalig surgeon general Vivek Murthy, voormalig FDA-commissaris David A. Kessler en Marcella Nunez-Smith van Yale University.
Op 5 januari 2021 won de Democratische Partij controle over de Senaat, met ingang van 20 januari, als gevolg van verkiezingsoverwinningen in Georgia door Jon Ossoff voor een termijn van zes jaar en Raphael Warnock in een special election voor een termijn van twee jaar. President-elect Biden steunde beide kandidaten en heeft voor de verkiezingen van 5 januari voor beide kandidaten campagne gevoerd.
Op 6 januari 2021 werd het Capitool bestormd door Trumpaanhangers in de hoop de overwinning van Biden ongedaan te maken tijdens het tellen van de stemmen. Meer dan 26.000 leden van de National Guard werden naar de hoofdstad gestuurd voor de inauguratie en duizenden bleven tot in de lente.
Op 20 januari 2021 werd Joe Biden door opperrechter John Roberts ingezworen als 46e president van de Verenigde Staten. Hij legde de presidentiële eed af om 11:49 EST, elf minuten voor het grondwettelijk begin van zijn presidentschap.

#### Korte machtsoverdracht
Op 19 november 2021 moest president Biden korte tijd, 85 minuten lang, zijn presidentiële macht overdragen aan vicepresident Kamala Harris. Dit in verband met het ondergaan van een coloscopie onder narcose. Daarmee werd Harris de eerste vrouw ooit in de geschiedenis van de Verenigde Staten die waarnemend president is geweest.

## Binnenlands beleid

### COVID-19-pandemie

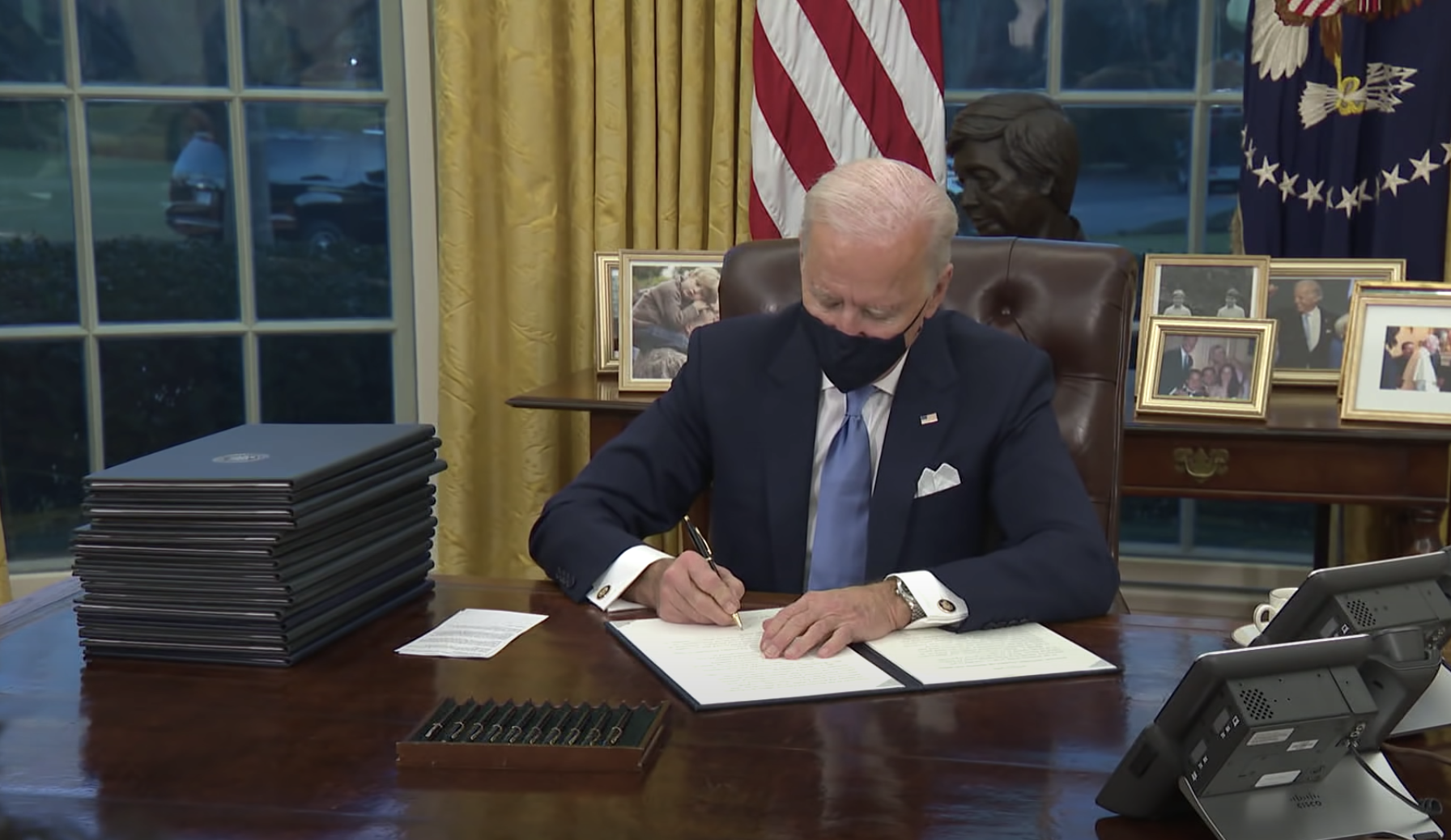
President Biden ondertekent uitvoerende besluiten in het Oval Office kort na zijn inauguratie, 20 januari 2021.

Op 20 januari 2021, op zijn eerste dag als president, voerde president Biden een federale mondmaskerverplichting in. Hierdoor werden het het dragen van een mondmasker en het respecteren van de nodige social distance verplicht in federale gebouwen, op federale gronden en voor federale ambtenaren en aannemers. Biden ondertekende eveneens een uitvoerend besluit om de terugtrekking van de VS uit de Wereldgezondheidsorganisatie (WHO) ongedaan te maken, waarmee hij een van de beleidsdaden van zijn voorganger Trump terugdraaide. Dr. Anthony Fauci werd eveneens benoemd tot hoofd van de Amerikaanse delegatie bij de WHO. Op 21 januari 2021 maakte de regering van Biden een document van meer dan 200 bladzijden aangaande de nationale strategie tegen COVID-19 bekend. Op zijn tweede dag als president riep Biden de Defense Production Act in, waarmee hij de productie van glazen flesjes en spuiten voor de vaccins wilde verzekeren. Hij ondertekende ook 10 uitvoerende besluiten om de coronapandemie te bestrijden. Om zijn doelstelling om 100 miljoen Amerikanen te vaccineren in de eerste 100 dagen van zijn presidentschap, ondertekende hij ook besluiten om de nodige materialen voor vaccinatie, testing en persoonlijke bescherming te voorzien. Andere besluiten dienden dan weer om de ontwikkeling van medicijnen tegen COVID-19 te steunen.

### Economie en Financiering
President Biden heeft tijdens zijn verkiezingstournee gezegd dat hij zijn plannen wil financieren door 1) te lenen op de kapitaalmarkt en 2) door belastingen te verhogen.
Hij zou een aantal van Trumps belastingverlagingen uit de Tax Cuts and Jobs Act van 2017 geheel of gedeeltelijk terug willen draaien. Het hoogste belastingtarief voor "grootverdieners" (400.000 dollar per jaar of meer) wil hij naar 39,6 procent brengen (nu 37 procent). Ook wil hij vermogens zwaarder belasten (straks 39,6 procent, nu 20 procent). Verder zou ook de belasting op bedrijfswinsten verhoogd worden naar 28 procent (nu 21 procent). Ook gaat hij ervan uit dat zijn plannen de economie zullen aanjagen met hogere belastingopbrengsten tot gevolg. Was Trumps motto MAGA (Make America Great Again), dat van hem is: Buy American (Koop Amerikaans).

#### Reddingsplan
Op 14 januari 2021 maakte toenmalig president-elect Biden een reddingsplan voor de Amerikaanse economie bekend ter waarde van 1.900 miljard dollar. In het Amerikaans het "American Rescue Plan" genoemd. Daarvan zou 1.000 miljard gaan naar directe steun, onder meer in de vorm van een cheque van 1.400 dollar voor iedere Amerikaan als aanvulling op een eerdere cheque van 600 dollar. Het plan moet ook steun bieden inzake huisvesting en voedselbevoorrading, verruimt de mogelijkheden tot kinderopvang en betaalbare gezondheidszorg, verhoogt de minimumlonen, verruimt de werkloosheidsverzekering en geeft gezinnen in nood ook noodsteun. Het plan voorziet ook om de toegangsvoorwaarden voor deze steun te verruimen tot mensen die eerder nog geen steun hebben genoten. Daarnaast voorziet het plan ook in 440 miljard dollar voor gemeenschapswerking, 350 miljard voor steun aan de medische eerstelijnswerkers en kmo's, 400 miljard voor het nationale vaccinatieplan en het heropenen van scholen en 10 miljard voor de modernisering van de federale informaticasystemen. In haar eerste persbriefing zei woordvoerster Jen Psaki dat het plan waarschijnlijk nog zal worden hervormd.
Het plan bepaalt ook dat de Defense Production Act zal worden aangewend om de productie van hulpgoederen in de VS veilig te stellen. Door deze wet in te roepen kan president Biden fabrikanten van deze materialen verplichten om deze voor de Amerikaanse overheid te produceren. Het plan laat ook toe om grote vaccinatiecentra in te richten in stadions en grote evenementenhallen. Tevens wil het plan erover waken dat bevolkingsgroepen die zwaarder door het virus werden getroffen, geen oneerlijke behandeling krijgen in de vaccinatiecampagne. Ook zal men inzetten op het informeren van de bevolking teneinde mensen aan te zetten zich te laten vaccineren. Het vaccin zal ook gratis ter beschikking worden gesteld voor iedereen.

### Wetgeving

#### Infrastructuurwet
Met twee belangrijke wetten wil Biden de Amerikaanse geschiedenis ingaan en deze bepalen: de grote "Infrastructuurwet" en de "Build Back Better-wet. Vrijdag 5 november 2021 werd zijn Infrastructuurwet door het Huis van Afgevaardigden aangenomen (was in augustus al aangenomen door de Senaat). Deze wet, in het Amerikaans de Bipartisan Infrastructure Plan of Deal (BIF), officieel de "Infrastructure Investment and Jobs Act (H.R.3684) investeert 865 miljard euro in onder andere wegen, het spoor, bruggen, vliegvelden, openbaar vervoer, elektriciteitsleidingen en waterinfrastructuur (herstel en nieuwbouw). Ook wordt geld gebruikt voor de productie van zonne- en windenergie, moderne accu's, elektrische (vracht)auto's en een landelijk netwerk van oplaadstations — en snel internet, voornamelijk in landelijke gebieden. Voor het aangenomen krijgen van beide wetten is de steun van de Democraten, die een nipte meerderheid hebben, genoeg. Echter zijn er twee Democratische afgevaardigden voor wie deze plannen/wetten te ver gaan: senatoren Joe Manchin en Kyrsten Sinema. Naast het afslanken ervan eisten zij dat de Rekenkamer de plannen doorrekent, wat op 15 november 2021 zal gedaan worden. De overige Democraten eisten op hun beurt dat deze Manchin-groep dan vervolgens op papier beloofden voor de Sociale Infrastructuur Wet (Build Back Better-wet) te stemmen. Op basis van deze afspraken stemden 228 afgevaardigden voor de Infrastructuurwet, 206 tegen. Dertien Republikeinen stemden voor. Zes Democraten, onder wie Alexandria Ocasio-Cortez, stemden tegen, die het oneens waren over de ruimte die de Manchin-groep kreeg.

#### Inflation Reduction Act
Eerst kwam Biden met zijn "Build Back Better-wetsvoorstel" (zijn "social safety net expansion plan"). Deze wet wilde 1580 miljard euro investeren in het terugdringen van armoede, in kinderopvang, ouderschapsverlof en in het oplossen van de klimaatproblematiek.
Zonder zo'n wet zou de infrastructuurwet niet alleen de economie doen groeien, maar ook mogelijk leiden tot een hogere CO2-uitstoot. Voor de Democraten horen daarom de Build Back Better Wet en de Infrastructuur Wet wezenlijk bij elkaar. De BBB-wet werd op 19 november 2021 door het Huis van Afgevaardigden aangenomen met 220 stemmen voor en 213 stemmen tegen (een Democraat en alle Republikeinen). Vervolgens moest het wetsvoorstel naar de Senaat. Senator Joe Manchin (Democraat) zei moeite te hebben met elementen ervan. Volgens de door Manchin geëiste doorrekening door de Amerikaanse Rekenkamer, het Congressional Budget Office, zou het plan het begrotingstekort met 367 biljoen dollar doen toenemen. Volgens het Witte Huis zal dat bedrag door de belastingdienst — de Internal Revenue Service — worden opgehaald.
Elementen van de wet zijn nog: een universeel pre-K programma, verhogen kinderbijslag, verruimen toegang tot medische zorg, betaalbaar wonen en thuiszorg voor senioren.
Maar senator Joe Manchin merkte op 20 december op dat hij niet kon tekenen. Het zou het begrotingstekort volgens hem te veel doen oplopen. President Biden reageerde geschokt en boos. Geprobeerd werd nu het wetsvoorstel verder af te slanken en desnoods delen ervan in stemming te brengen. Dit resulteerde in "de Inflation Reduction Act", die op zondag 7 augustus 2022, na eerdere aanname in de senaat, ook in het Huis van Afgevaardigden werd aangenomen, en op 16 augustus 2022 door de president werd ondertekend.

### Immigratie
Op 20 januari 2021 stopte Biden met de bouw van de Trumpmuur aan de Mexicaanse grens en beëindigde hij de nationale noodtoestand die was uitgeroepen door de regering van Trump in februari 2018. Biden maakte eveneens een einde aan het inreisverbod van Trump uit januari 2017 en bevestigde hij de bescherming van de zgn. "Dreamers". Op 21 januari 2021 stelde Biden een wetsvoorstel voor dat de benaming 'vreemde' (alien) in de immigratiewetgeving wil veranderen in 'niet-burger' (noncitizen).

### Klimaat
Op 20 januari 2021 ondertekende Biden een uitvoerend besluit dat de Verenigde Staten weer deed toetreden tot het klimaatakkoord van Parijs. Op dezelfde dag nog annuleerde hij ook de aanleg van de Keystone Pipeline. Bij uitvoerend besluit herriep hij ook meer dan 100 beleidsbeslissingen van Trump aangaande het klimaat.
Aan het begin van een virtuele klimaattop (april 2021), waaraan ook China, Rusland, de EU, India en de paus deelnamen, kwam de regering-Biden met het voornemen om de VS in 2050 CO2-uitstootvrij te hebben. In 2030 moet daarvan 50% gehaald zijn. Klimaatverandering vormt immers een "existentiële bedreiging". Volgens de regering-Biden gaat haar klimaatplan ook veel banen opleveren. Zo wil hij 2000 miljard investeren in "clean tech" (schone technologie). In 2035 moet alle elektriciteit uit hernieuwbare bronnen komen. Echter zijn "Build Back Better"-wetsvoorstel haalde het niet in de senaat. Het is onduidelijk welk - uitgekleed - wetsvoorstel hij daar alsnog door zal krijgen tijdens zijn ambtstermijn.
In de aanloop naar de klimaatconferentie van Glasgow kondigden de VS en de EU plannen aan om de uitstoot van methaan te verminderen. Op de conferentie hebben meer dan 100 landen dit initiatief ondertekend. De regering-Biden publiceerde het "U.S. Methane Emissions Reduction Action Plan". Ook hebben meer dan 100 landen beloofd ontbossing te beëindigen. President Biden wil hiervoor via het Congres tot 9 miljard dollar vrijmaken.
Eind juni 2022 maakte de Amerikaanse kolenindustrie het hem via een uitspraak van het Hooggerechtshof (SCOTUS) nog een stuk lastiger om zijn klimaatdoelen te halen. Biden noemde het "een verwoestende uitspraak" van het Supreme Court (Of The United States). Deze werd gedaan in de daar aanhangig gemaakte zaak "West-Virginia versus EPA" (Environmental Protection Agency). Het Hof oordeelde (6-3) dat laatstgenoemde niet bevoegd was broeikasgasemissies te reguleren of andere energiebronnen als aardgas, zon en wind te bevorderen (subsidize). EPA baseert zich met zijn "Clean Power Plan"(2015) op de "Clean Air Act", niet op een - nog niet bestaande - door het congres aangenomen klimaatwet. Opperrechter John Roberts verklaarde in de meerderheidsopinie dat "het niet plausibel is dat het Congres EPA het gezag gaf 'to adopt...such a regulatory scheme in Section 111(d) (of the Clean air Act)'".

### Wapenbeleid
Na de schietpartij in Boulder pleitte Biden in een toespraak daags erna op 23 maart voor verdere regelgeving met betrekking op wapens, zoals een herinvoering van het verbod op aanvalswapens en magazijnen met hoge capaciteit en voor het versterken van bestaande achtergrondcontroles. Na de schietpartij in Atlanta de week ervoor had hij wapenbeleid niet genoemd.
Op 24 mei 2022 kwamen 19 kinderen en 2 volwassenen om het leven bij een schietpartij op de Robb Elementary School in Uvalde. Naar aanleiding van de grote commotie die deze moordpartij (slachtoffers m.n. kinderen) teweegbracht wist Biden net genoeg (10) Republikeinse senatoren aan zijn zijde te krijgen om enkele beperkte verscherpingen in de wapenwetgeving opgenomen te krijgen met betrekking tot jeugdige wapenbezitters. De zogeheten "Bipartisan Gun Deal".

### Abortus
De 24e juni 2022 trok het Amerikaanse Hooggerechtshof haar Roe versus Wade-arrest uit 1973 in.
In een reactie liet president Biden weten dat het een "trieste dag is voor het land en het hooggerechtshof"..."de gezondheid en het leven van vrouwen in ons land staat op het spel". Hij noemde de beslissing een "tragische fout", die gemaakt is uit naam van "een extreme ideologie". Volgens de Amerikaanse president heeft het hof een grondwettelijk recht afgenomen dat "fundamenteel" is. Hij ging zich bezinnen wat te doen.

### Juneteenth Nationale feestdag
Op 17 juni 2021 tekende president Biden een wet die Juneteenth (feestdag tgv de afschaffing van de slavernij op 19 juni (1865)) per direct tot nationale feestdag verklaarde, zodat ambtenaren dan vrij hebben en veel bedrijven zich daar vrijwillig bij aansluiten.

## Buitenlands beleid

### Midden-Oosten
Biden steunt verdere verbetering van de Israëlische betrekkingen met de Arabische wereld en zet daarmee de onder Trump met de Abraham-akkoorden van 2020 uitgezette lijn voor.

#### Israël
Biden is al zijn hele politieke loopbaan een groot voorstander van de staat Israël ("I am a Zionist", zei hij eens). Hij benadrukte dit nogmaals tegenover Israëls nieuwe premier Naftali Bennett bij diens bezoek aan hem in het Witte Huis en beloofde de raketten aan te vullen van het Iron Dome-antiraketsysteem, die tijdens het Israëlisch-Palestijns conflict (2021) door Israël op raketjes uit de Gazastrook waren afgeschoten. Hij zei toen ook tegen Bennett:
Wij geloven ook dat Palestijnen en Israëli's evenveel recht hebben om in veiligheid en zekerheid te leven en evenveel vrijheid, welvaart en democratie te genieten.....Mijn regering zal de Palestijnen en Israëli's en andere regionale partners blijven aanspreken om te werken aan duurzame rust.
Begin februari liet de Amerikaanse regering weten "ernstig bezorgd" te zijn over een oordeel van het Internationaal Strafhof dat de weg bereidde voor een aanklager van dat Hof om te onderzoeken of Israël inderdaad oorlogsmisdaden heeft gepleegd in de Palestijnse gebieden. Wij geloven niet dat de Palestijnen zich kwalificeren als een soevereine staat en daardoor kunnen zij niet meedoen aan internationale organisaties zoals de ICC, zei de woordvoerder van het State Department toen.
Verder had Biden al laten weten de maatregel van zijn voorganger Trump terug te willen draaien die de financiële hulp aan de Palestijnse vluchtelingen via UNRWA beëindigde. Daarbij krijgt hij te maken met de Taylor Force Act (2018), die voorwaarden aan die hulp stelt waaraan de Palestijnse Autoriteit moet voldoen. Hij schonk wel al 150 miljoen dollar aan de UNRWA en gaf 80 miljoen dollar direct aan de P.A. Trumps besluit om de Amerikaanse ambassade naar Jeruzalem (Al Quds) over te brengen en dat om het PLO-kantoor in Washington te sluiten liet hij ongemoeid. Zijn wens om het Amerikaanse consulaat in (door Israëlische maatregelen steeds minder overwegend Arabisch) Oost-Jeruzalem te heropenen tbv de Palestijnen stuitte op een beslist "neen" van het duo Bennett-Lapid. Biden hangt -in tegenstelling tot Trump- de Tweestaten-oplossing aan, ondanks dat premier Bennett, net als zijn voorganger Netanyahu, een Palestijnse staat heeft afgewezen. Palestijnse zeggenschap over enig deel van Jeruzalem is voor Israël "off the table". Hij uitte zich enkele keren (ook voor 2021) diplomatiek verontwaardigd over de (uit)bouw van nederzettingen door Joodse kolonisten op de Westelijke Jordaanoever ("dat is niet de weg naar de vrede!"). Na het besluit van de regering-Bennett van 22 oktober 2021 om zes Palestijnse mensenrechtengroeperingen te verbieden ("terroristische groeperingen!"), waaronder bv Al Haq , reageerde hij met een vraag om opheldering en het benadrukken dat een maatschappelijk middenveld in de Palestijnse samenleving belangrijk is. Hij was niet ingelicht over de maatregel door Bennett. Deze gaat nu een gezant naar Washington zenden "om het uit te leggen".

#### Syrië
President Biden liet (vooralsnog) de erkenning door zijn voorganger Trump van Israëls soevereiniteit over de Golanhoogten ongemoeid. Hij zei te erkennen dat het controleren van deze hoogvlakte van groot strategisch belang voor Israël is.

#### Afghanistan

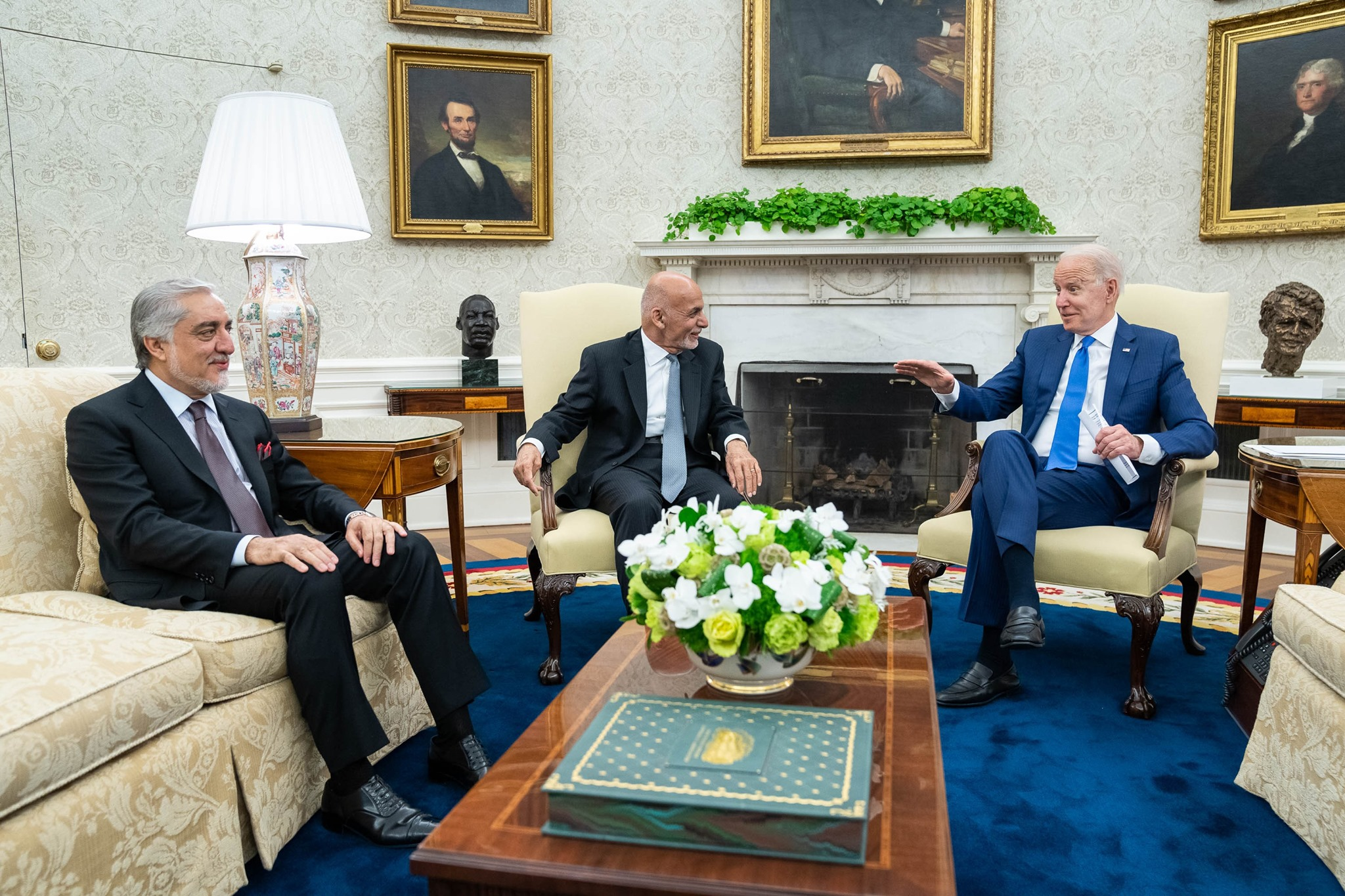
Biden ontmoet de Afghaanse president Ashraf Ghani en Abdullah Abdullah, juni 2021

In februari 2020 sloot de regering-Trump een deal met de Taliban om alle Amerikaanse troepen terug te trekken op uiterlijk 1 mei 2021. In april 2021 maakte Biden bekend dat alle Amerikaanse troepen voor 11 september 2021 zouden worden teruggetrokken, waardoor een einde zou komen aan de langste oorlog van de Verenigde Staten. Volgens Princeton-professor Julian E. Zelizer heeft Biden "duidelijk veel geleerd van zijn tijd in de regering-Obama" en toonde hij aan dat "hij een politicus is die in staat is te leren en zich te ontwikkelen, in tegenstelling tot sommige skeptici in de voorverkiezingen die dachten dat hij niet begreep hoe de politiek was veranderd. Volgens The Washington Post-journalist Steven Levingston "luisterde Obama naar militaire leiders die hem adviseerden dat terugtrekking een vergissing zou zijn. Biden was ondertussen de hoogste ambtenaar die pleitte voor een veel beperktere rol voor Amerikaanse troepen in Afghanistan. Later zei Biden dat hij 'aan Obama's lichaamstaal kon zien' dat hij het met zijn beoordeling eens was — ookal verwierp hij het uiteindelijk.
Kort nadat de terugtrekking van de Amerikaanse troepen was begonnen, startte de Taliban met een offensief tegen de Afghaanse regering, waarbij ze snel oprukten, terwijl Afghaanse strijdkrachten instortten. President Biden verdedigde de terugtrekking en zei: "Ik vertrouw op de capaciteit van het Afghaanse leger, dat beter is getraind, beter is uitgerust en ... meer bekwaam is in het voeren van oorlog.
Begin juli 2021 hadden de meeste Amerikaanse troepen in Afghanistan zich teruggetrokken. Biden zei over de terugtrekking: "De kans dat de Taliban alles zal overnemen en het hele land zal bezitten, is hoogst onwaarschijnlijk. Op 15 augustus stortte de Afghaanse regering echter in elkaar als gevolg van het offensief van de Taliban, de Afghaanse president Ashraf Ghani vluchtte het land uit en Kabul viel in handen van de Taliban. Biden reageerde door 6.000 Amerikaanse troepen opdracht te geven om te helpen bij de evacuatie van Amerikaans personeel en Afghaanse bondgenoten. Hij is bekritiseerd over de manier van de terugtrekking.
Op 16 augustus sprak Biden over de "rommelige" situatie, nam verantwoordelijkheid ervoor ("ik kan het niet afschuiven") en gaf toe dat de situatie zich "sneller ontvouwde dan we hadden verwacht". Hij verdedigde zijn besluit en zei dat Amerikanen niet zouden moeten "sterven in een oorlog die Afghaanse strijdkrachten niet voor zichzelf willen vechten", aangezien het "Afghaanse leger instortte [door de Taliban], soms zonder te proberen te vechten". Biden schreef het gebrek aan vroege evacuatie van Afghaanse burgers gedeeltelijk toe aan het verzet van de Afghaanse regering tegen een "massale uittocht", waarvan de regering dacht dat deze een "vertrouwenscrisis" zou veroorzaken.
Op 26 augustus werd een zelfmoordaanslag gepleegd op de luchthaven van Kabul. Zeker 13 Amerikaanse militairen werden daarbij gedood. Biden hield een toespraak na de aanval, waarin hij de gesneuvelde Amerikaanse militairen eerde, hen "helden" noemde en zei dat ze waren omgekomen "in dienst van de vrijheid", en zei dat de VS meer dan 100.000 Amerikanen, Afghanen en anderen had geëvacueerd. Hij sprak ook zijn verdriet uit voor de Afghaanse slachtoffers. Tegen degenen die de VS kwaad willen doen zei hij "We zullen op je jagen en je laten boeten". Biden kreeg steeds hardere kritiek van zowel Republikeinen als Democraten in het Amerikaans Congres, waarbij Republikeinen opriepen tot zijn ontslag of zijn afzetting.
Nadat de Taliban Afghanistan had overgenomen, bevroor de regering-Biden ongeveer 9 miljard dollar aan activa van Afghaanse centrale banken, waardoor de Taliban geen toegang had tot deze miljarden dollars aan reserves op Amerikaanse bankrekeningen.
Tegen het eind van de zomer van 2021 daalde het percentage Amerikanen dat Bidens presidentschap positief beschouwt tot onder de 50 procent — deels als gevolg van de terugtrekking uit Afghanistan en deels door een toename van het aantal coronabesmettingen door de Deltavariant.

#### Armeense genocide
Op 24 april 2021 verklaarde de regering-Biden dat de volkerenmoord op Armeniërs in het begin van de 20e eeuw een genocide was. Biden is hiermee de eerste Amerikaanse president die de Armeense Genocide erkent.
De Armeense premier Nikol Pasjinian noemt het "een krachtige stap" die "de suprematie van mensenrechten en waarden in internationale betrekkingen" bevestigt. De Turkse minister van buitenlandse zaken Mevlüt Çavuşoğlu noemt de verklaring "populisme" en vindt dat ze "de band tussen de landen" ondermijnt.

### Europa
President Biden beloofde om "gespannen" relaties met Europese bondgenoten te herstellen na het presidentschap van zijn voorganger Donald Trump. "Een aanval op één is een aanval op allen. Dat is onze onwankelbare belofte", zei Biden, verwijzend naar artikel 5 van het Noord-Atlantisch Verdrag (de wederzijde verdedigingsclausule). Biden beloofde steun voor het Europees project en voor de soevereiniteit van Oekraïne, evenals voor de noodzaak van wereldwijde samenwerking bij de bestrijding van de coronapandemie en klimaatverandering.

#### Frankrijk

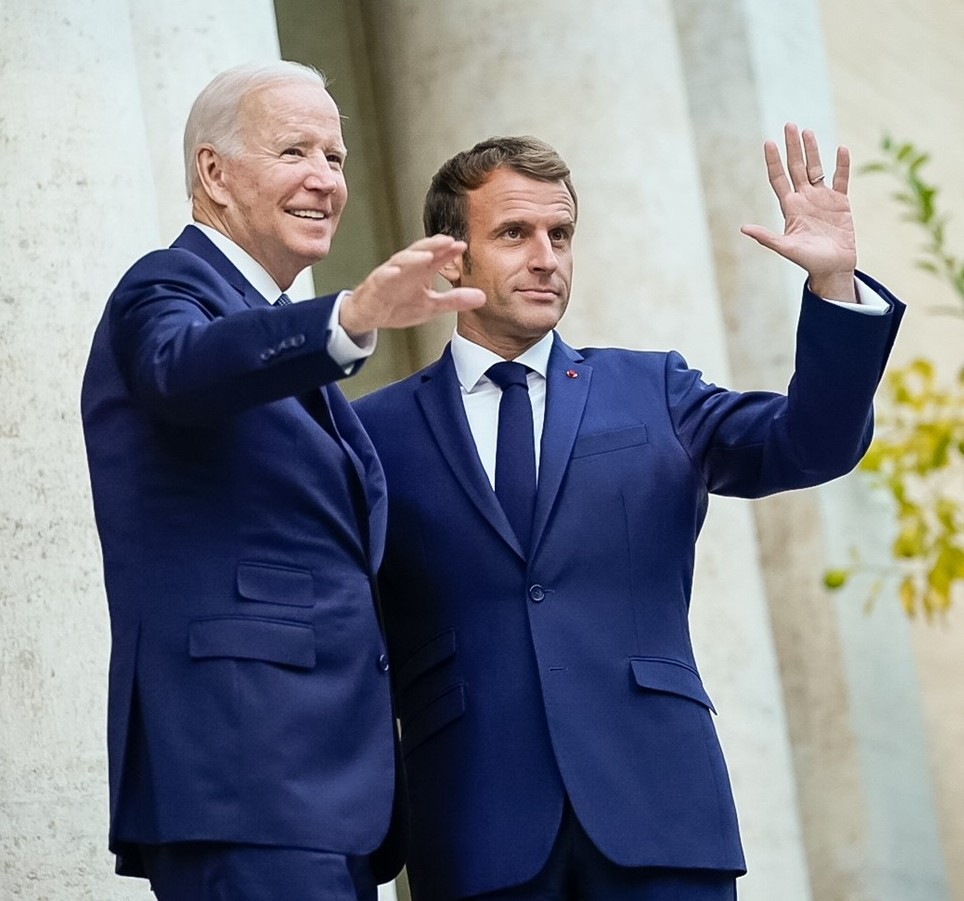
Biden en Macron in Rome voor een ontmoeting

De Amerikaanse betrekkingen met Frankrijk verslechterden in september 2021 als gevolg van het AUKUS-pact tussen Australië, het Verenigd Koninkrijk en de Verenigde Staten, dat tot doel had de macht van China in de Indo-Pacific te verminderen. Als deel van de overeenkomst stemden de VS ermee in kernonderzeeërs aan Australië te leveren. Nadat de overeenkomst was gesloten annuleerde de Australische regering een overeenkomst die zij met Frankrijk had gesloten voor de levering van Franse onderzeeërs. De overeenkomst maakte de Franse overheid boos; ze riep haar ambassadeur in de VS terug, Philippe Étienne, evenals haar ambassadeur in Australië. Te midden van de diplomatieke ruzie beweerde het Franse ministerie van Buitenlandse Zaken dat de overeenkomst was onderworpen aan "dubbelzinnigheid, minachting en leugens" en de Franse minister van Buitenlandse Zaken Jean-Yves Le Drian noemde de overeenkomst een "steek in de rug". In een verzoenend gesprek een paar dagen later kwamen Biden en de Franse president Emmanuel Macron overeen om de bilaterale spanningen te verminderen, en het Witte Huis erkende dat de crisis had kunnen worden voorkomen als er open overleg tussen bondgenoten was geweest. Een maand later ontmoetten Biden en Macron elkaar. Biden vertelde Macron dat de Amerikaanse regering het "onhandig" had aangepakt. Ook zei hij dat hij "overtuigd" was dat "Frankrijk allang ingelicht" was dat de Franse deal met Australië "niet door zou gaan".

#### Rusland

##### Top in Genève
Op woensdag 16 juni 2021 hielden president Vladimir Poetin van Rusland en hij een top in Genève, in Villa La Grange. Deze was op initiatief van Biden. De presidenten besloten hun ambassadeurs weer naar elkaars hoofdsteden terug te laten gaan, nadat zij maanden geleden waren teruggetrokken. Ook spraken ze af de besprekingen over de beheersing van hun kernwapens te hervatten. Ten slotte gaan zij over cyberbeveiliging praten. Nieuwe cyberaanvallen vanuit Rusland zullen gevolgen hebben, had Biden gezegd. Hij had 16 terreinen genoemd waarop deze absoluut ontoelaatbaar zijn. Ook had hij de mensenrechten ter sprake gebracht en hij had Poetin laten weten dat een overlijden van Aleksej Navalny voor Rusland "verwoestende gevolgen" zou hebben. Beiden waren positief na afloop: Biden had het over een "goed en positief gesprek" en Poetin noemde de top "constructief."

##### Russisch-Oekraïens conflict
Voor de Russische invasie van Oekraïne waarschuwde Biden tijdens het Russisch-Oekraïens conflict dat er een "zeer hoge dreiging" was dat Rusland een invasie van Oekraïne zou starten. Toen Rusland op 24 februari 2022 een invasie startte, veroordeelde Biden deze, zei hij dat Poetin "voor deze oorlog koos" en kondigde hij zwaardere sancties tegen Rusland aan. Op 25 februari kondigde de regering-Biden persoonlijke sancties tegen Poetin en minister van Buitenlandse Zaken Sergej Lavrov aan. Op 28 februari kondigde de regering-Biden sancties tegen de Russische centrale bank aan.

#### Ierland
In de week van 10 april 2022 reisde Biden voor een vierdaags bezoek naar Noord-Ierland naar aanleiding van het 25-jarige bestaan van het Goedevrijdagakkoord, waarbij hij het belang van het akkoord benadrukte.

### Vaticaan
Op 29 oktober 2021 werd president Biden en zijn echtgenote Dr. Jill Biden door Paus Franciscus in het Vaticaan ontvangen. Het was de tweede keer dat een Rooms-Katholieke Amerikaans president een paus opzocht in zijn residentie. Zijn voorganger John F. Kennedy werd op 2 juli 1963 ontvangen door paus Paulus VI. Biden was daar op doortocht naar de klimaatconferentie van Glasgow. De audiëntie duurde maar liefst 75 minuten. Biden lag in zijn kerk in de VS onder vuur vanwege zijn politieke standpunten over abortus en LHBT+, die liberaal en pro-choice zijn. Persoonlijk heeft hij gezegd zich aan standpunten van zijn kerk te houden. Er was een tijdlang sprake van dat de conservatieve meerderheid in de Amerikaanse bisschoppenconferentie zich zou uitspreken voor een document over de Eucharistie met een communieverbod voor katholieke politici als hij. Na afloop beantwoordde hij vragen van de pers hierover, waarbij hij o.a. zei dat de paus "blij was dat ik een goede katholiek was en dat ik de communie zou moeten blijven ontvangen". Biden zei een grote bewondering voor Franciscus te hebben voor zijn inzet voor de vrede en ook vanwege zijn grote persoonlijke en pastorale jarenlange belangstelling voor hem en zijn gezin.

### China/Taiwan
Tijdens een interview in oktober 2021 antwoordde Biden desgevraagd dat de VS Taiwan zullen verdedigen mocht China het eiland aanvallen. Datzelfde zei hij in augustus, waarna een hoge ambtenaar zei dat er geen verandering is in het Amerikaanse beleid. Na het interview stelde de woordvoerder van het Witte Huis ook nu dat, ondanks de woorden van de president, het Amerikaanse beleid hetzelfde blijft. Dat is gebaseerd op de Taiwan Relations Act, die alleen gaat over het geven van wapenhulp, niet over de inzet van legeronderdelen.

## Kabinetsleden en benoemingen

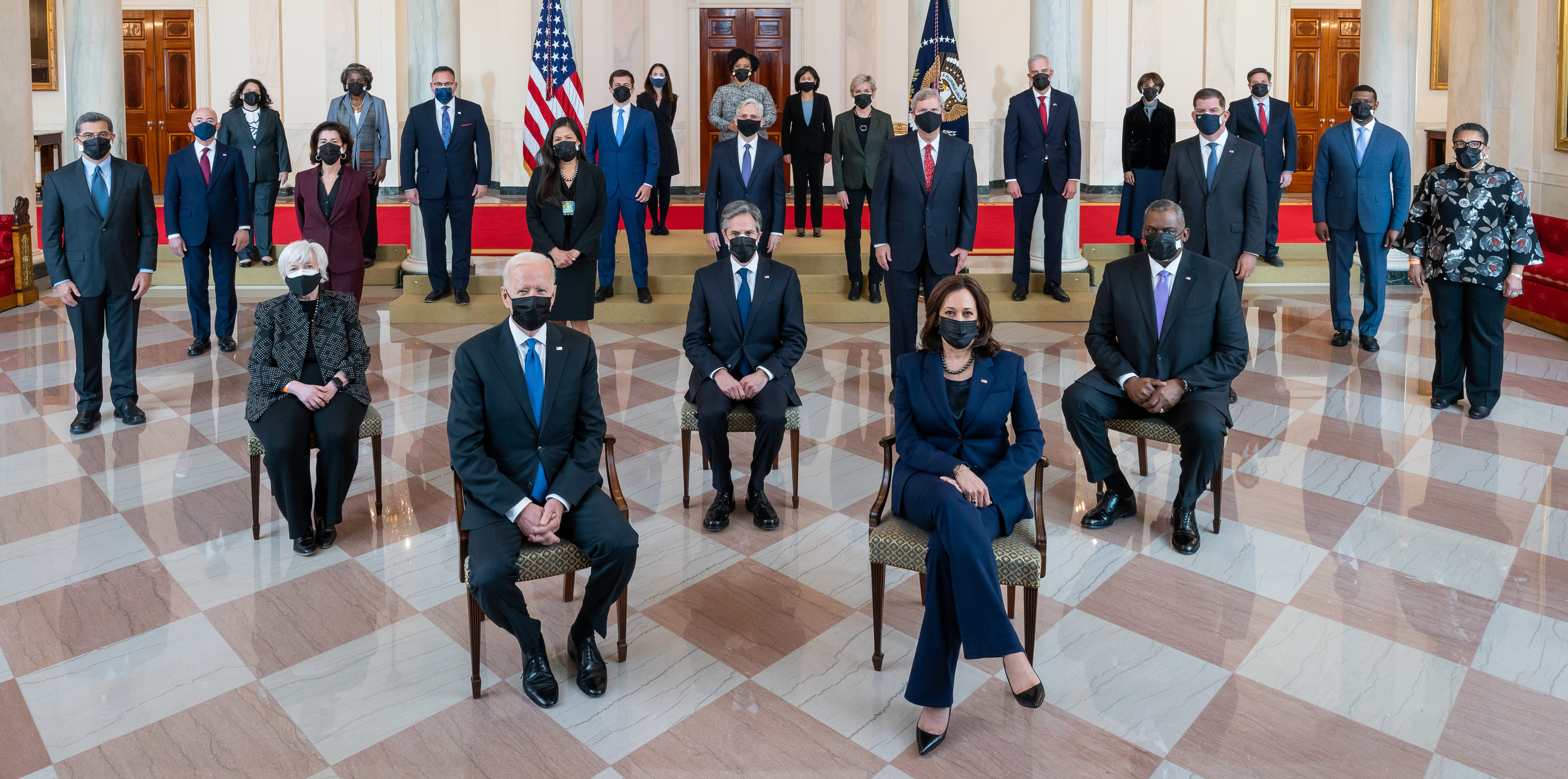
Het kabinet-Biden in april 2021.

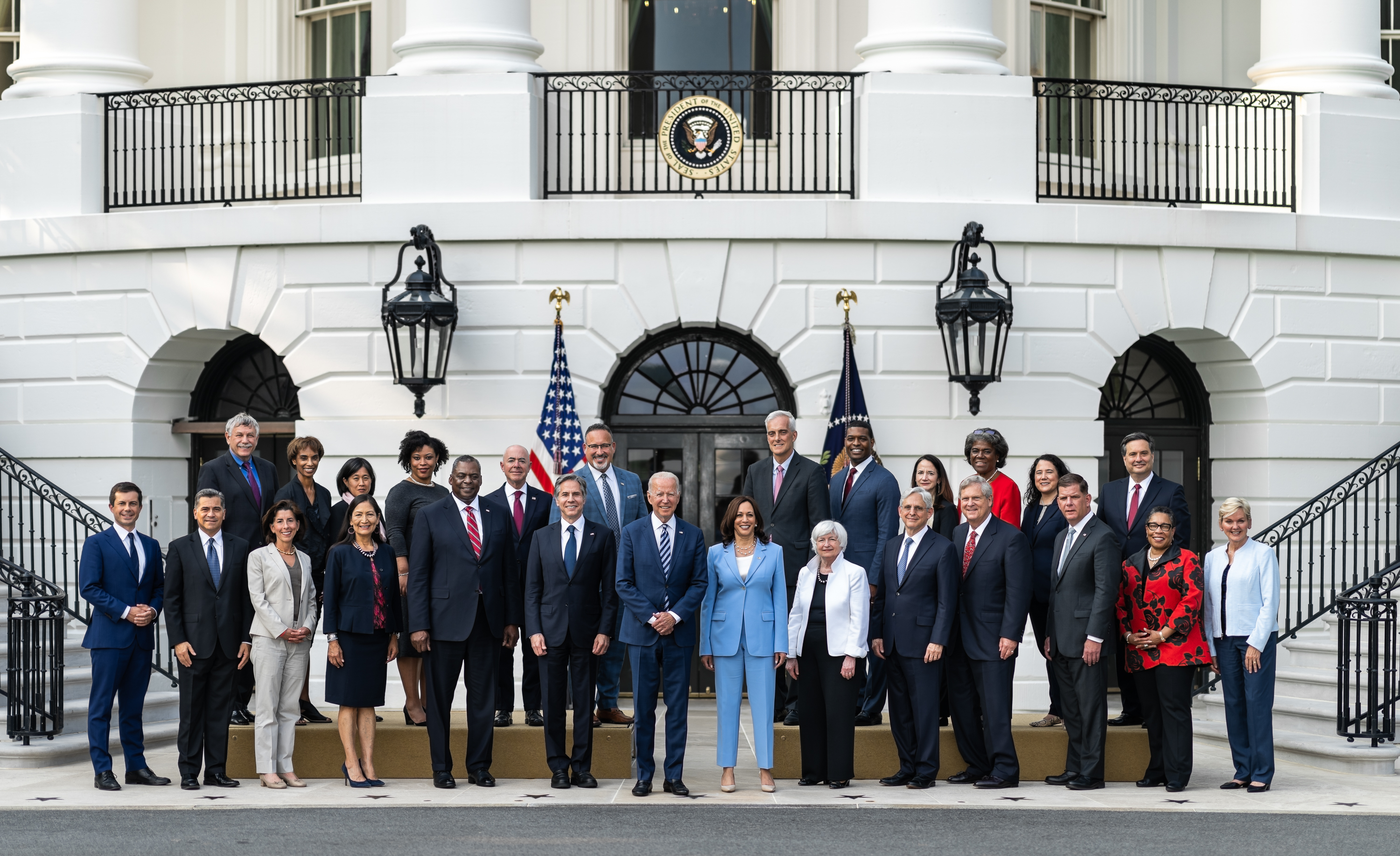
Het kabinet-Biden in juli 2021.

| Kabinet-Biden                                             | Kabinet-Biden           | Kabinet-Biden |
| Ambt                                                      | Naam                    | Ambtstermijn  |
| --------------------------------------------------------- | ----------------------- | ------------- |
| President                                                 | Joe Biden               | 2021-2025     |
| Vicepresident                                             | Kamala Harris           | 2021-2025     |
| Minister van Buitenlandse Zaken                           | Antony Blinken          | 2021-2025     |
| Minister van Financiën                                    | Janet Yellen            | 2021-2025     |
| Minister van Defensie                                     | Lloyd Austin            | 2021-2025     |
| Minister van Justitie                                     | Merrick Garland         | 2021-2025     |
| Minister van Binnenlandse Zaken                           | Deb Haaland             | 2021-2025     |
| Minister van Landbouw                                     | Tom Vilsack             | 2021-2025     |
| Minister van Economische Zaken                            | Gina Raimondo           | 2021-2025     |
| Minister van Arbeid                                       | Marty Walsh             | 2021-2025     |
| Minister van Volksgezondheid en Sociale Zaken             | Xavier Becerra          | 2021-2025     |
| Minister van Volkshuisvesting en Stedelijke Ontwikkeling  | Marcia Fudge            | 2021-2025     |
| Minister van Transport                                    | Pete Buttigieg          | 2021-2025     |
| Minister van Energie                                      | Jennifer Granholm       | 2021-2025     |
| Minister van Onderwijs                                    | Miguel Cardona          | 2021-2025     |
| Minister van Veteranenzaken                               | Denis McDonough         | 2021-2025     |
| Minister van Binnenlandse Veiligheid                      | Alejandro Mayorkas      | 2021-2025     |
| Stafchef van het Witte Huis                               | Ron Klain               | 2021-2025     |
| Beheerder van het Environmental Protection Agency         | Michael S. Regan        | 2021-2025     |
| Directeur van het Bureau voor Management en Budget        | Shalanda Young          | 2021-2025     |
| Ambassadeur bij de Verenigde Naties                       | Linda Thomas-Greenfield | 2021-2025     |
| Handelsvertegenwoordiger                                  | Katherine Tai           | 2021-2025     |
| Voorzitter van de Raad van Economische Adviseurs          | Cecilia Rouse           | 2021-2025     |
| Beheerder van de Small Business Administration            | Isabel Guzman           | 2021-2025     |
| Directeur van de Nationale Inlichtingendiensten           | Avril Haines            | 2021-2025     |
| Speciaal klimaatgezant                                    | John Kerry              | 2021-2025     |
| Beheerder van het Office of Science and Technology Policy | Eric Lander             | 2021-2025     |

## Gezondheid
Op 20 november 2021 werd hij 79. Daarmee is Biden de oudst zittende Amerikaanse president tot nog toe. Op dezelfde dag kreeg hij zijn jaarlijkse medisch onderzoek. Zijn arts verklaarde na afloop dat hij medisch gezien gezond genoeg was om zijn taken als president te vervullen.
Halfweg februari 2023 liet Biden huidkankerweefsel van zijn borst verwijderen. Hij had last van een basaalcelcarcinoom. Verdere medische behandeling was onnodig, enkel regelmatige dermatologische controle.

## Populariteit
Biden had van januari 2021 tot juli 2021, de eerste zeven maanden van zijn presidentschap, steun van meer dan de helft van de Amerikaanse bevolking. Begin augustus, na een sterkte toename van het aantal coronabesmettingen als gevolg van de Deltavariant, begon zijn populariteit te dalen. De maanden na zijn besluit om Amerikaanse troepen terug te trekken uit Afghanistan, wat leidde tot het einde van de oorlog in Afghanistan, begon de Taliban met een opmars. Op 15 augustus nam de Taliban Kabul over. De meeste Amerikanen steunden het besluit om terug te trekken uit Afghanistan, maar hadden kritiek op de manier waarop dat gebeurde. Eind oktober begon meer dan de helft van de Amerikanen Bidens presidentschap af te keuren. Terwijl Afghanistan grotendeels van het nieuws was verdwenen, was er dus een daling in zijn populariteit. Sommigen hebben COVID-19 als oorzaak aangewezen, zoals perschef Jen Psaki, en de afkeer van maatregelen zoals verplicht vaccineren, waaronder onder sommige zwarte Amerikanen. Anderen legden de nadruk op de hoge inflatie; deze was het hoogst sinds ruim 30 jaar.
Na de Russische invasie van Oekraïne, waardoor de inflatie hoog bleef, steunde rond 40% van Amerikanen zijn presidentschap. In een peiling in juli bleek dat slechts 30% van alle Amerikanen en 58% van de geregistreerde Democraten Bidens economisch beleid steunde.
Vanwege een beveiligingsprobleem met de MediaWiki Graph-software is het momenteel niet mogelijk deze grafiek weer te geven. Zodra de software is bijgewerkt zal de grafiek vanzelf weer zichtbaar worden.